# Anna Elisabeth von Erlach
Anna Elisabeth von Erlach (* 17. Januar 1856 in Bern; † 17. November 1906 ebenda) war eine Schweizer Porträt-, Landschafts- und Blumenmalerin.

## Leben
Von Erlach, Spross des Berner Adelsgeschlechts von Erlach, zweitältestes von sechs Kindern des Anwalts und Offiziers Franz von Erlach und von dessen Ehefrau Katharina, geborene Romang (1828–1887), wurde wie ihre jüngere Schwester Gertrud (1861–1937) eine Malerin. Hierzu besuchte sie nach der Schule im Jahr 1872 eine Kunstschule in Basel. 1876 nahm sie im Umfeld der Grossherzoglich Badischen Kunstschule Karlsruhe privaten Kunstunterricht (möglicherweise bei Alwine Schroedter). Mit ihrer Cousine, der Gräfin Ada von Erlach von Hindelbank (1853–1907), ging sie anschliessend nach Berlin, wo sie Privatunterricht von Karl Gussow erhielten. Im Jahr 1884 zog sie nach Düsseldorf. Dort war sie Privatschülerin des Malers Eduard Gebhardt. In späteren Jahren studierte sie bei Jean-Jacques Henner sowie bei dem Ehepaar Émile und Pauline Carolus-Duran in Paris. 1890/91 weilte sie in Florenz und Rom. Ab 1887 beschickte sie Pariser und Schweizer Ausstellungen. Nachdem eine unheilbare Krankheit ihr künstlerisches Schaffen bereits ab dem Winter 1892/93 beendet hatte, verstarb von Erlach 1906 in der Anstalt Waldau bei Bern.